# Shareef Miller
Shareef Abdul Miller (Filadelfia, 14 marzo 1997) è un giocatore di football americano statunitense che milita nel ruolo di defensive end per i Seattle Sea Dragons della XFL.

## Carriera

### Philadelphia Eagles
Miller fu scelto nel corso del quarto giro (138º assoluto) del Draft NFL 2019 dai Philadelphia Eagles. Debuttò come professionista subentrando nella gara della settimana 8 vinta contro i Buffalo Bills senza fare registrare alcuna statistica. Fu l'unica presenza della sua stagione da rookie.

### Carolina Panthers
Il 6 settembre 2020 Miller firmò con i Carolina Panthers.